# 赫聚爾·比約格溫·馬格努松
赫聚尔·比约格温·马格努松（1993年2月11日—）是一位冰島足球運動員。在場上的位置是中後衛或左後衛。現效力於希臘足球超級聯賽球隊彭拿典奈高斯，曾效力於意大利足球甲級聯賽球隊切塞納足球俱樂部。他也代表冰島國家足球隊參賽。

## 榮譽

### 俱樂部
莫斯科中央陸軍
- 俄羅斯超級盃冠軍：2018年

## 外部連結
- Soccerway資料庫：赫聚爾·比約格溫·馬格努松